# メアリー・ディズレーリ

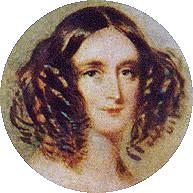
メアリー・アン・ディズレーリ

初代ビーコンズフィールド女子爵メアリー・アン・ディズレーリ（英: Mary Anne Disraeli, 1st Viscountess Beaconsfield、1792年11月11日 - 1872年12月15日）は、イギリス首相ベンジャミン・ディズレーリの妻。旧姓はエヴァンズ（Evans）。

## 経歴

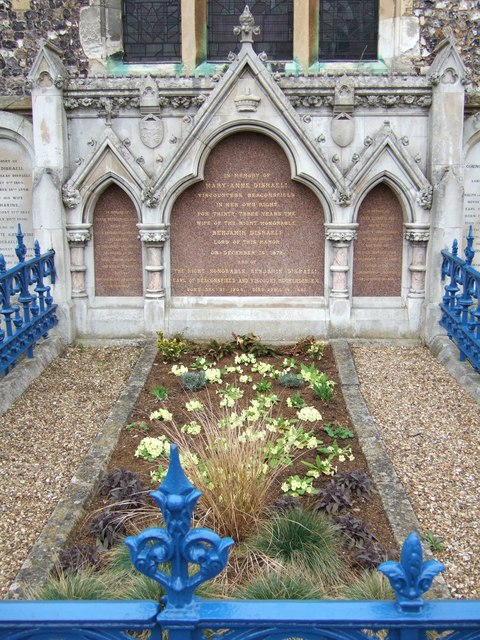
ディズレーリとメアリーの墓

1792年11月11日、海軍軍人ジョン・エヴァンズ（John Evans）とその妻エレノア・スクロープ・エヴァンズ（旧姓ヴィニー）（Eleanor Scrope Evans, née Viney）の間の唯一の娘としてデヴォン・エクセターに生まれる。エヴァンズ家は代々デヴォンシャーで農業を営んでいた。ただ両親ともにそれほど裕福なわけではなかった。
2歳の時に父が死去し、母は1810年にトマス・ジェイトという男と再婚しているが、稼ぎが多い男ではなかった。一家はブリストル郊外クリフトンで暮らしていたが、そこで開催された舞踏会に出席した際にメアリーはウィンダム・リューイズと出会った。彼はグラモーガン地方の旧家の出のウェールズ人であり、ダウレイズ製鉄所の共同経営者だった。二人はすぐに恋に落ちた。メアリーには軍にいる放蕩者の弟がいたので、裕福な彼と結婚することは望ましいことだった。1815年にクリフトンの教会で結婚した。
この結婚によりメアリーは上流階級入りし、社交界で活動するようになった。特に1820年に夫が庶民院議員に当選するとロンドン社交界で豪勢な生活を送った。しかし彼女が45歳の時の1838年3月14日に夫が死去した。
この後、リューイズと同じメイドストン選挙区から当選していた庶民院議員ベンジャミン・ディズレーリがメアリーの所に通って彼女を励ますようになった。ディズレーリとメアリーは1832年にエドワード・ブルワー＝リットン夫人ロジーナが主催した舞踏会で初めて知り合った。ディズレーリがメイドストンから当選するようになると二人の接触の機会は増え、1837年にはメアリーとリューイズはブラデナムのディズレーリの家に一週間滞在している。
ディズレーリは当時借金で首が回らなかったから、彼女の終身年金を手に入れて借金を返済するのが狙いだと噂されたが、それだけが狙いで彼女に近づいたのかは定かではない。ディズレーリが熱心に彼女に送った手紙は強い愛を感じさせるものであり、一周忌が過ぎると彼女も結婚に応じた。二人は1839年8月28日にハノーヴァー・スクエアのセント・ジョージ教会で挙式した。
ディズレーリもメアリーも配偶者に対して献身的だった。そのため二人の夫婦仲は非常によかった。後の政敵ウィリアム・グラッドストンもディズレーリ夫妻の夫婦仲を「模範的」と評している。ディズレーリが1845年に発表した小説『シビル(Sybil)』は妻に捧げるという形式をとっているが、その中の献辞で妻について「優しい声でいつも私を励まし、また執筆にあたって最も厳しい批評家として様々な教示をしてくれた、完璧な妻に」と書いている。
デール・カーネギーは著書「人を動かす」において、幸福な結婚についてのエピソードとしてディズレーリ夫妻の「私がおまえと一緒になったのは、結局、財産が目当てだったのだ」「そうね。でも、もう一度結婚をやり直すとしたら、今度は愛を目当てにやはりわたしと結婚なさるでしょう」というやりとりを紹介している。
1868年2月にディズレーリが首相となり、同年12月に退任するまでメアリーは首相配偶者となった。1868年11月の総選挙でディズレーリ率いる保守党が敗北し、首相を退任することになるとディズレーリはヴィクトリア女王に大ピットの妻ヘスターの先例（チャタム女男爵）に倣って妻メアリーを貴族に叙してほしいという嘆願を行った。
その結果、1868年11月30日にメアリーはビーコンズフィールド女子爵に叙された。ディズレーリ自身は庶民院を離れて貴族院議員になるわけにはいかなかったが、メアリーには大きな借りがあった。彼女はすでに老齢でガンに侵されており、次にディズレーリが首相に返り咲くまで生きていられそうになかった。そのためディズレーリは彼女に爵位を与えてやりたかったという。彼女への爵位授与はディズレーリの感謝を表す贈り物だった。
ディズレーリの首相退任後、メアリーは目に見えて弱っていった。1872年7月17日にケンブリッジ公爵家のレセプションに出席した際に倒れ、以降再び社交界に姿を見せることはなかった。メアリーの容態が小康を保った同年9月末にバッキンガムシャーにあるディズレーリの屋敷ヒューエンデン・マナーへ帰った。12月6日には肺がうっ血した。彼女は寝室に横たわるのを嫌がり、一週間にわたって激痛に苦しみ、意識が混濁し、12月15日に椅子に座りながら死去した。
葬儀はヒューエンデン教会で内々で行われ、ディズレーリ、秘書、主治医、小作人、使用人などのみが参加した。女王や皇太子、政治家の同僚たちからお悔やみの手紙がディズレーリに送られた。
ディズレーリの悲しみは深く、ディズレーリは友人への手紙の中で「私たちは33年間一緒に過ごしてきました。ひと時たりとも彼女に退屈したことはありません。それなのに、このような悪夢の苦しみ、それもこんな大きな苦しみに遭うとは、涙が心に溢れんばかりです。」という心境を語っている。
メアリーは二度の結婚いずれでも子供がなかったため、爵位は彼女の死とともに消滅している。

## 栄典

### 爵位
1868年11月30日に以下の爵位を新規に叙された。
- バッキンガム州におけるビーコンズフィールド（英語版）の初代ビーコンズフィールド女子爵 (1st Viscountess Beaconsfield, of Beaconsfield in the County of Buckingham)
(勅許状による連合王国貴族爵位)